# Nothocremastus foveatus
Nothocremastus foveatus là một loài tò vò trong họ Ichneumonidae.